# トルステン・アンデルソン
トルステン・アンデルソン（Torsten Andersson、1926年6月6日 - 2009年5月30日）は、スウェーデンのスコーネ県ヘービー出身の現代画家。北欧の優秀な現代画家に贈られるカーネギー芸術賞において1998年に3位、2008年に1位を獲得している。
2009年5月30日、ヘービーにて82歳で亡くなった。